# 경산군 (1948년 선거구)
경산군은 대한민국의 옛 국회의원 선거구이다. 당시 경상북도 경산군 지역을 관할했다.

## 역사
제헌 국회의원 선거를 앞두고 경산군 전 지역을 관할하는 선거구로 신설되었다.
제6대 국회의원 선거를 앞두고 청도군 선거구와 통합되면서 경산군·청도군 선거구를 이루게 됨에 따라 폐지되었다.

## 역대 국회의원
| 선거   | 정당 | 정당   | 의원   |
| ------ | ---- | ------ | ------ |
| 1948년 |      | 무소속 | 박해정 |
| 1950년 |      | 무소속 | 방만수 |
| 1954년 |      | 무소속 | 박해정 |
| 1958년 |      | 민주당 | 박해정 |
| 1960년 |      | 민주당 | 박해정 |

## 역대 선거 결과

### 대한민국 제헌 국회의원 선거
|  | 38.70% |

|  | 28.28% |

|  | 21.33% |

|  | 8.12% |

|  | 3.54% |

### 대한민국 제2대 국회의원 선거
|  | 25.16% |

|  | 20.59% |

|  | 19.40% |

|  | 14.10% |

|  | 7.46% |

|  | 4.30% |

|  | 3.66% |

|  | 2.77% |

|  | 2.52% |

### 대한민국 제3대 국회의원 선거
|  | 40.57% |

|  | 35.39% |

|  | 14.93% |

|  | 9.09% |

### 대한민국 제4대 국회의원 선거
|  | 41.24% |

|  | 29.26% |

|  | 24.46% |

|  | 5.02% |

### 대한민국 제5대 국회의원 선거
|  | 54.76% |

|  | 45.23% |

|  | 0% |